# Saxifraga androsacea
Saxifrage fausse Androsace, Saxifrage androsace
Espèce
Classification phylogénétique
La Saxifrage fausse Androsace ou Saxifrage androsace (Saxifraga androsacea) est une espèce de plantes herbacées vivaces de la famille des Saxifragacées.

## Description
Petite plante (2-10 cm) aux feuilles disposées en rosette et aux cinq pétales blancs, ressemblant à une androsace (Primulacée).

## Habitat
Cet orophyte d'altitude se rencontre de 1 700 à 3 150 m sur des sites longtemps enneigés, en France dans les Alpes, les Pyrénées et les hauteurs du Massif central (secteur du puy Mary).